# Enderby (Columbia Británica)
Enderby es una ciudad canadiense situada en la provincia de Columbia Británica.

## Superficie
Enderby tiene una superficie de 4,26 km².

## Demografía
En 2021, tenía 3028 habitantes, una densidad poblacional de 710,4 hab./km², y 1508 viviendas.